# Emilia Alekseïeva
Emilia Avgoustovna Alekseïeva de son nom de naissance Soline (russe : Эмилия Августовна Алексеева,  Солин) née en 1890 et morte le 23 août 1919 à Barnaoul est une révolutionnaire russe d'origine finlandaise, féministe et engagée dans les combats pour l'établissement du pouvoir soviétique dans l'Altaï.

## Biographie
Emilia Soline naît  en 1890 en Finlande. À la recherche de travail, sa famille déménage à Saint-Pétersbourg, mais elle perd prématurément son père et elle travaille comme téléphoniste dès la fin du lycée. 
Elle entre au parti ouvrier social-démocrate de Russie en 1910 (1911 selon d'autres sources). Elle participe notamment à l'organisation et la diffusion de la revue La Travailleuse, et joue un rôle déterminant dans la sortie du premier numéro en 1914, la veille de laquelle l'ensemble de la rédaction, à l'exception d'Anna Ielizarova-Oulianova, est arrêtée. 
En novembre 1914, elle est arrêtée pour avoir participé à un rassemblement et à un meeting contre le déclenchement de la Première Guerre mondiale et exilée dans l'ouiezd de Minoussinsk. Elle n'y interrompt pas son activité militante, et, correspondant avec Elena Stassova, elle duplique et diffuse parmi les exilés les documents consacrés aux positions des bolcheviks sur la guerre. Elle y épouse l'ouvrier bolchévique en exil M. N. Alekseïev.   
Après la révolution de Février, elle retourne à Saint-Pétersbourg, et recommence à travailler à la revue La Travailleuse. À la fin avril 1917, elle aborde la question du « travail parmi les femmes » avec Vladimir Lénine, qui lui conseille de créer une organisation des femmes à Petrograd. En novembre 1917, lors de la première conférence des femmes de Petrograd, elle appartient à son praesidium et présente un rapport consacré aux « organisations de femmes et leurs tâches ». 
En mai 1918, avec son fils de deux ans, alors que son mari est sur le front, elle est envoyée par le parti avec un groupe d'ouvriers de Petrograd dans le Gouvernement de l'Altaï pour aider à la réorganisation des mouvements révolutionnaires. Ils arrivent pendant une offensive contre-révolutionnaire et Emilia Alekseïva est emprisonnée avec son enfant. Libérée au bout de deux mois, elle reprend son activité militante, diffuse la presse et les tracts bolcheviques, organise des cellules secrètes, est à la tête de La Croix-Rouge clandestine qui aide les victimes des Blancs,. 
En août 1918, elle participe, à Tomsk, à la 1re conférence bolchévique de la Sibérie de l'Ouest, en qualité de représentante de Barnaoul. En septembre 1918, elle intègre le comité clandestin du PCR(b) de Barnaoul et devient ensuite sa secrétaire. Elle organise l'évasion de prison de Viktor Tiounov (ru), président du soviet de Tomsk. 
Le 29 août elle est à nouveau arrêtée par le contre-espionnage de Koltchak. Craignant de ne supporter la torture et de livrer ses camarades, elle s'empoisonne avec du cyanure de potassium.

## Postérité
Une rue à Barnaoul porte son nom.